# Agrilus bentseni
Agrilus bentseni är en skalbaggsart som beskrevs av Knull 1954. Agrilus bentseni ingår i släktet Agrilus och familjen praktbaggar. Inga underarter finns listade i Catalogue of Life.